# Póvoa de Rio de Moinhos
Póvoa de Rio de Moinhos é uma povoação portuguesa do Município de Castelo Branco, fazendo parte da antiga província da Beira Baixa, da região do Centro (Região das Beiras) e da sub-região da Beira Interior Sul, que foi sede da extinta Freguesia de Póvoa de Rio de Moinhos, freguesia que tinha 25,57 km² de área e 663 habitantes (2011), e, por isso, uma densidade populacional de 25,9 hab./km².
A Freguesia de Póvoa de Rio de Moinhos, no âmbito de uma reforma administrativa nacional, foi extinta, tendo sido agregada à Freguesia de Cafede para formar uma nova freguesia denominada União das Freguesias de Póvoa de Rio de Moinhos e Cafede da qual é a sede.
Póvoa de Rio de Moinhos foi vila e sede de concelho até ao início do século XIX. Este era composto apenas pela freguesia da sede. Aquando da extinção foi anexado ao concelho de São Vicente da Beira, onde esteve até 1895.

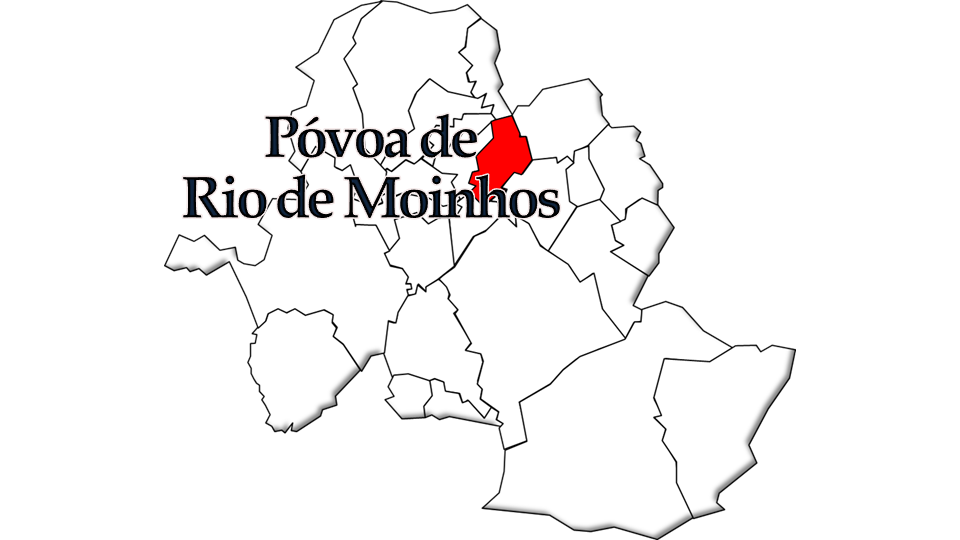
Localização no Município de Castelo Branco

## População
| População da freguesia de Póvoa de Rio de Moinhos | População da freguesia de Póvoa de Rio de Moinhos | População da freguesia de Póvoa de Rio de Moinhos | População da freguesia de Póvoa de Rio de Moinhos | População da freguesia de Póvoa de Rio de Moinhos | População da freguesia de Póvoa de Rio de Moinhos | População da freguesia de Póvoa de Rio de Moinhos | População da freguesia de Póvoa de Rio de Moinhos | População da freguesia de Póvoa de Rio de Moinhos | População da freguesia de Póvoa de Rio de Moinhos | População da freguesia de Póvoa de Rio de Moinhos | População da freguesia de Póvoa de Rio de Moinhos | População da freguesia de Póvoa de Rio de Moinhos | População da freguesia de Póvoa de Rio de Moinhos | População da freguesia de Póvoa de Rio de Moinhos |
| ------------------------------------------------- | ------------------------------------------------- | ------------------------------------------------- | ------------------------------------------------- | ------------------------------------------------- | ------------------------------------------------- | ------------------------------------------------- | ------------------------------------------------- | ------------------------------------------------- | ------------------------------------------------- | ------------------------------------------------- | ------------------------------------------------- | ------------------------------------------------- | ------------------------------------------------- | ------------------------------------------------- |
| 1864                                              | 1878                                              | 1890                                              | 1900                                              | 1911                                              | 1920                                              | 1930                                              | 1940                                              | 1950                                              | 1960                                              | 1970                                              | 1981                                              | 1991                                              | 2001                                              | 2011                                              |
| 791                                               | 807                                               | 898                                               | 941                                               | 1 058                                             | 968                                               | 1 028                                             | 1 163                                             | 1 130                                             | 1 114                                             | 892                                               | 851                                               | 768                                               | 685                                               | 663                                               |

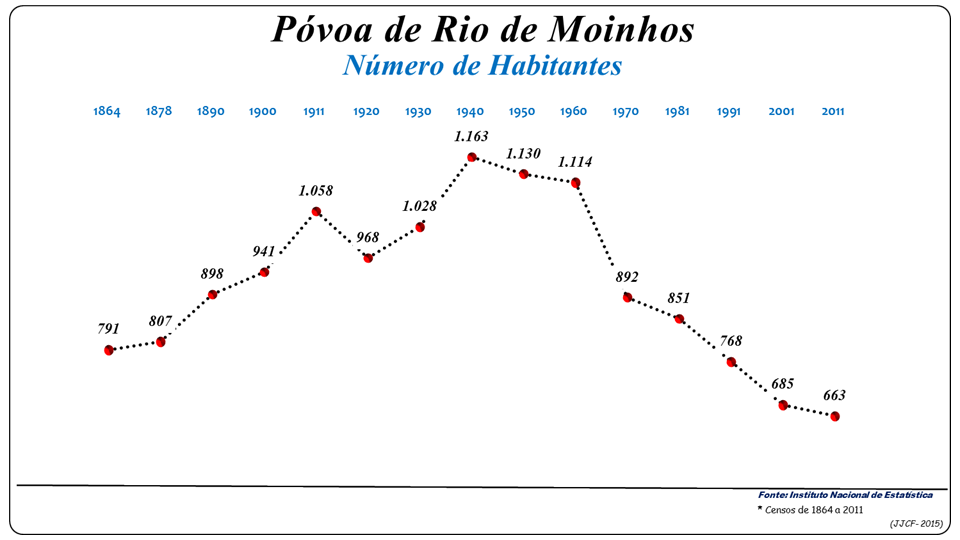
Evolução da População (1864 / 2011)

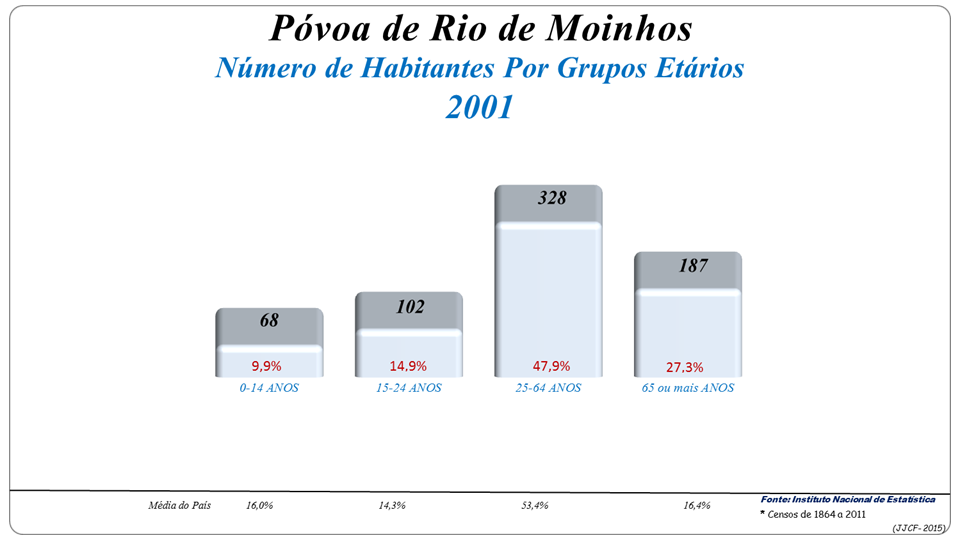
Grupos Etários (2001 e 2011)

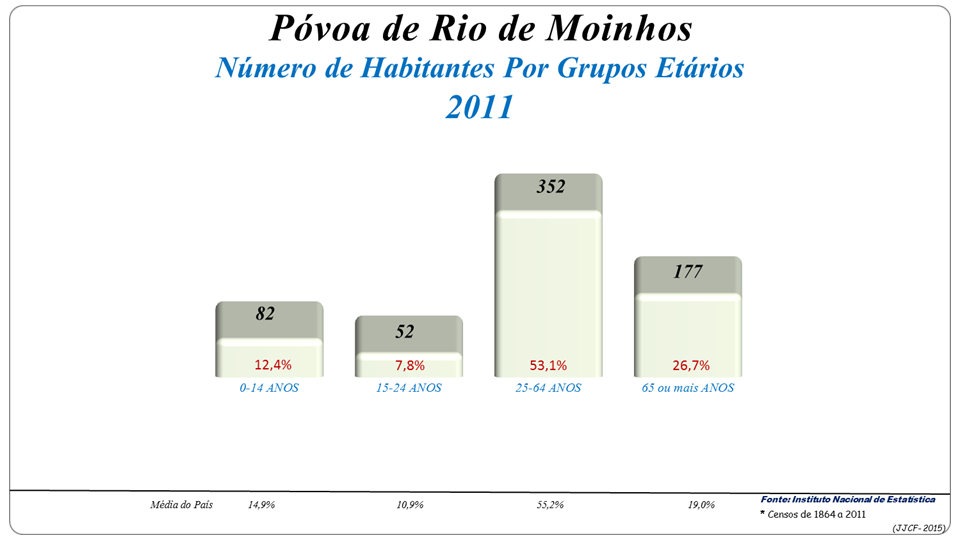
Grupos Etários (2001 e 2011)

No ano de 1864 pertencia ao extinto concelho de S. Vicente da Beira. Passou para o concelho (atual município) de Castelo Branco por decreto de 21 de junho de 1871.

## Património
- Capelas de Nossa Senhora da Encarnação, de Santa Águeda, de S. Sebastião e da Senhora das Almas
- Casa brasonada
- Moinhos
- Fonte de chafurdo
- Cruzeiros
- Alminhas
- Ponte romana
- Edifício da escola primária